# Sentani
Sentani je jezero v indonéské provincii Papua 20 km od města Jayapura. Leží v chráněné oblasti Dafonsoro v nadmořské výšce 73 metrů, má rozlohu 104 km² a maximální hloubku 52 metrů. Nacházejí se na něm četné ostrovy, největšími jsou Asei, Kensio a Yonokom.
Jezero je populární turistickou atrakcí díky čisté teplé vodě a častým duhám. Vyznačuje se také bohatou ichtyofaunou včetně endemických druhů jako duhovka sentaniská, duhovka lososová a Oxyeleotris heterodon, žil zde i kriticky ohrožený piloun mnohozubý, který však už pravděpodobně vymizel. Kryptozoologie zkoumá legendy místních obyvatel o obřím žralokovi žijícím ve vodách jezera. Hrozbou pro místní ekosystém je invazivní rostlina tokozelka vodní hyacint.
V okolí jezera žijí ve vesnicích na kůlech rybáři z kmene Sentaniů. Jsou vyhlášeni svým řezbářským uměním, každoročně se také koná festival místního folklóru. Na pobřeží jezera Sentani se nachází archeologický areál Doyo Lama. Za druhé světové války zde cvičily americké jednotky, kterým velel Douglas MacArthur.